# Степаненко Микола Анатолійович
Мико́ла Анато́лійович Степаненко — старший сержант Збройних сил України.
Станом на березень 2017 року — командир взводу-викладач, 198-й навчальний центр ВМС.

## Нагороди
26 липня 2014 року — за особисту мужність і героїзм, виявлені у захисті державного суверенітету та територіальної цілісності України, вірність військовій присязі під час російсько-української війни, відзначений — нагороджений орденом «За мужність» III ступеня.